# Hiroki Kawano
Hiroki Kawano (河野 広貴?, Kawano Hiroki; Sagamihara, 30 marzo 1990) è un calciatore giapponese, centrocampista svincolato.

## Carriera

### Club
Ha giocato nella prima divisione giapponese.

### Nazionale
Ha giocato nelle nazionali giovanili giapponesi Under-17 ed Under-19.